# Míchov
Míchov (en allemand : Michow) est une commune du district de Blansko, dans la région de Moravie-du-Sud, en République tchèque. Sa population s'élevait à 171 habitants en 2020.

## Géographie
Míchov se trouve à 6 km au nord-ouest de Boskovice, à 18 km au nord-nord-ouest de Blansko, à 37 km au nord de Brno et à 169 km à l'est-sud-est de Prague.
La commune est limitée par Letovice à l'ouest, au nord et au nord-est, par Vísky au nord-est, par Boskovice à l'est, par Chrudichromy et Svitávka au sud.

## Histoire
La première mention écrite de la localité date de 1201.